# Rosa khasautensis
Rosa khasautensis — вид рослин з родини трояндових (Rosaceae).

## Опис
Кущ до 60 см заввишки.

## Поширення
Вид зростає на Північному Кавказі — локальний ендемік Карачаєво-Черкесії.